# مسجد پامنار (کرمان)
مسجد پامنار در کرمان خیابان شهید فتحعلیشاهی واقع شده که مربوط به آل مظفر میباشد و این اثر به عنوان یکی از آثار ملی ایران به ثبت رسیده است.

## نگارخانه

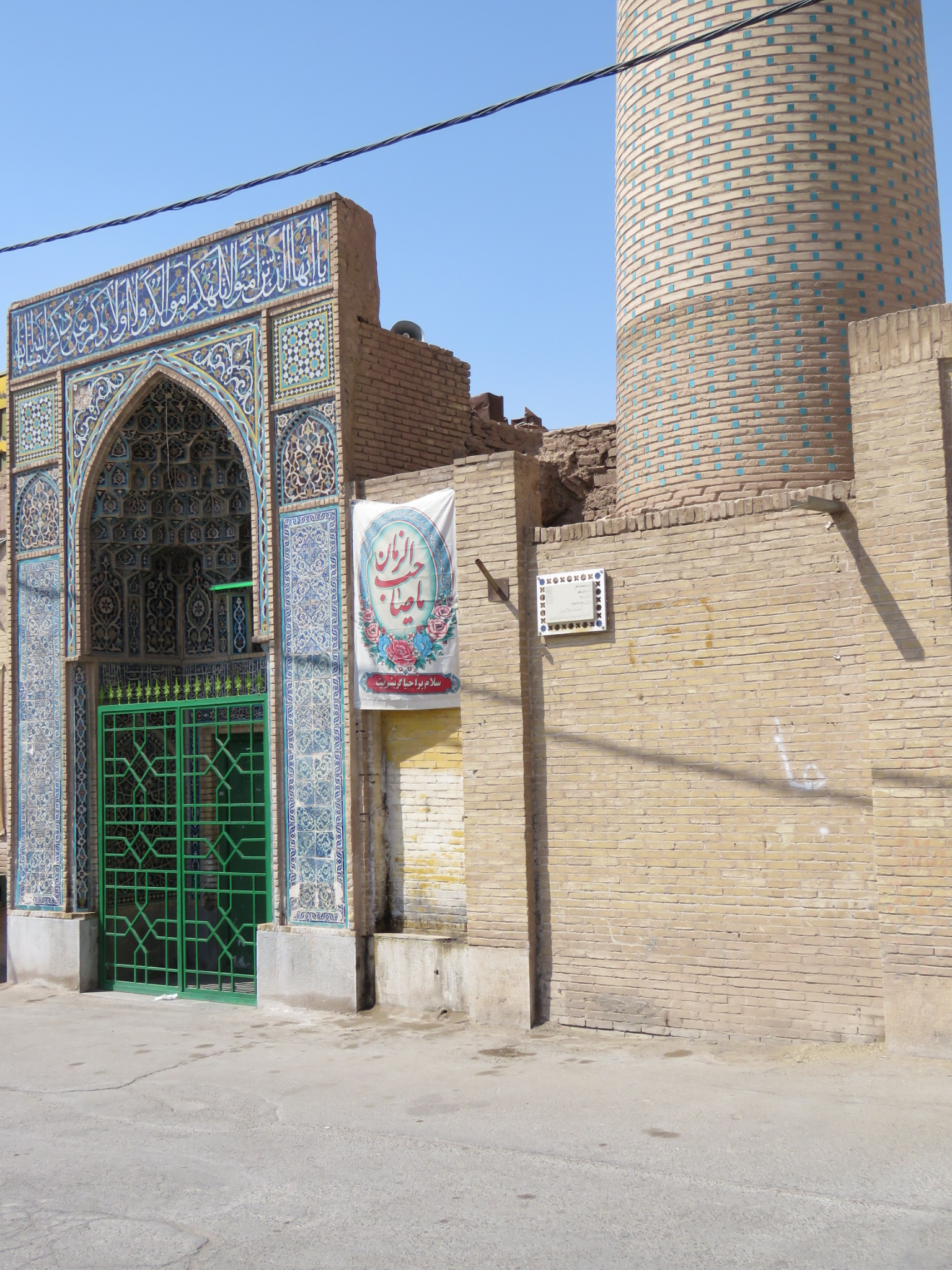
مسجد پامنار کرمان
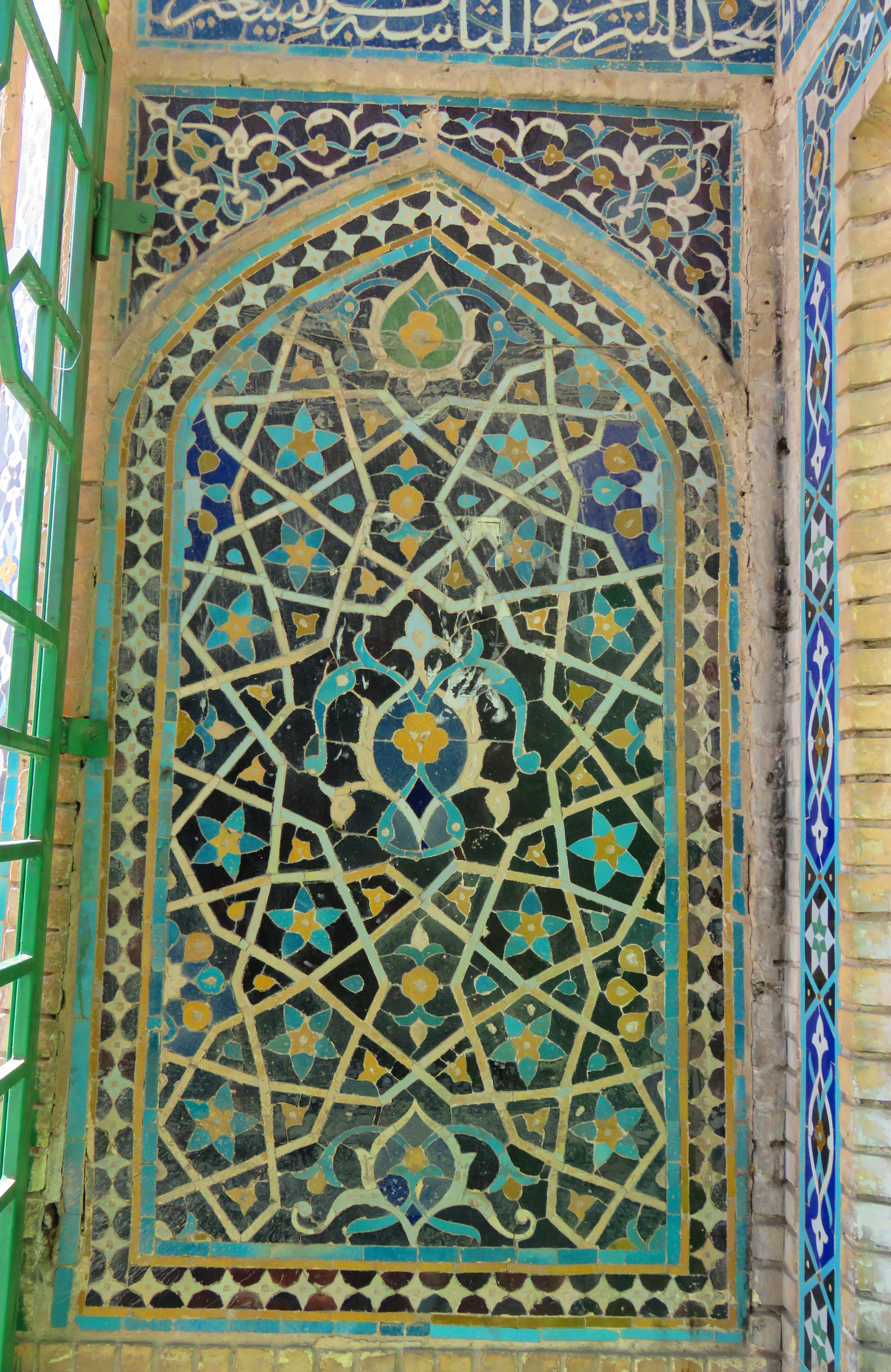
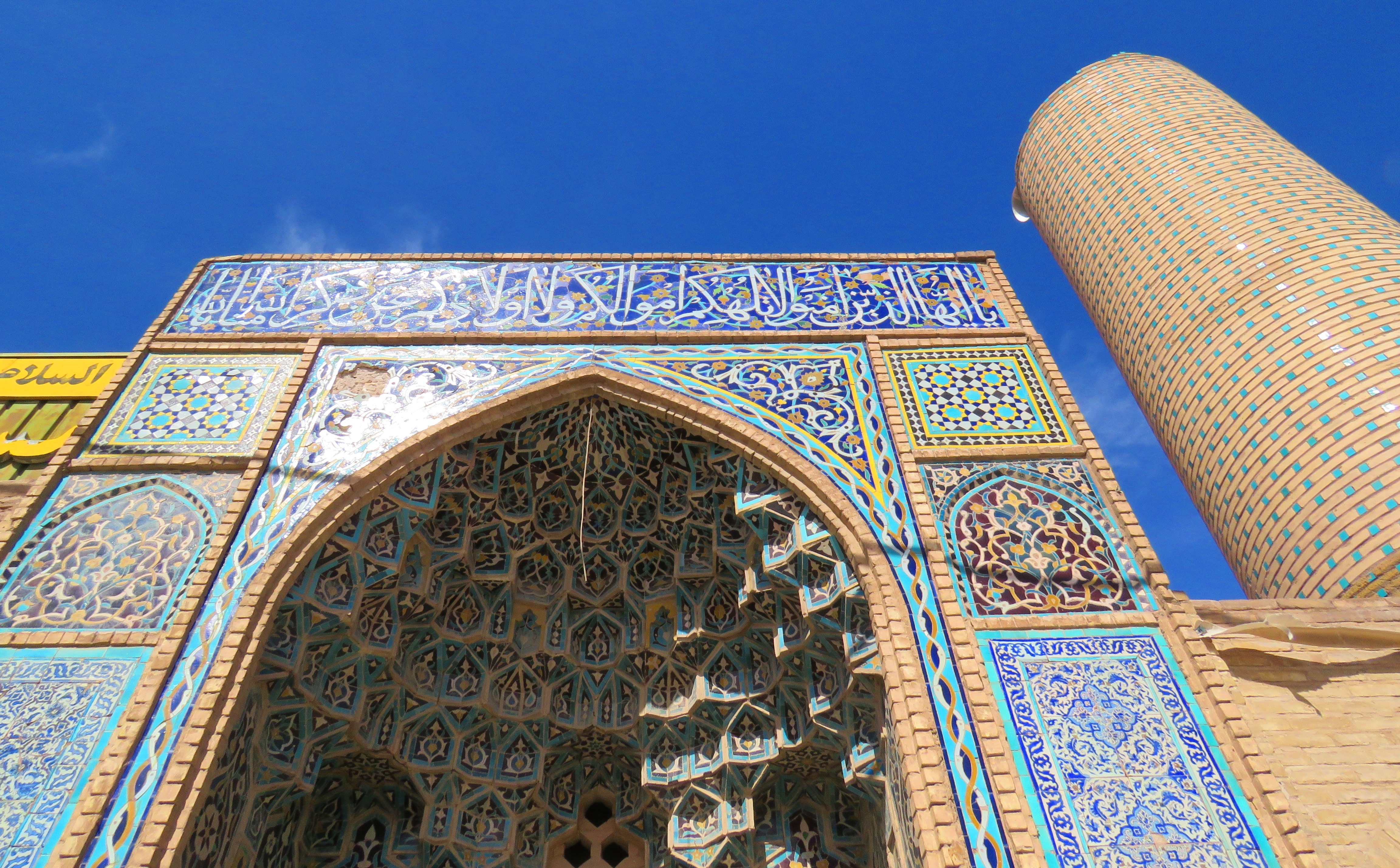
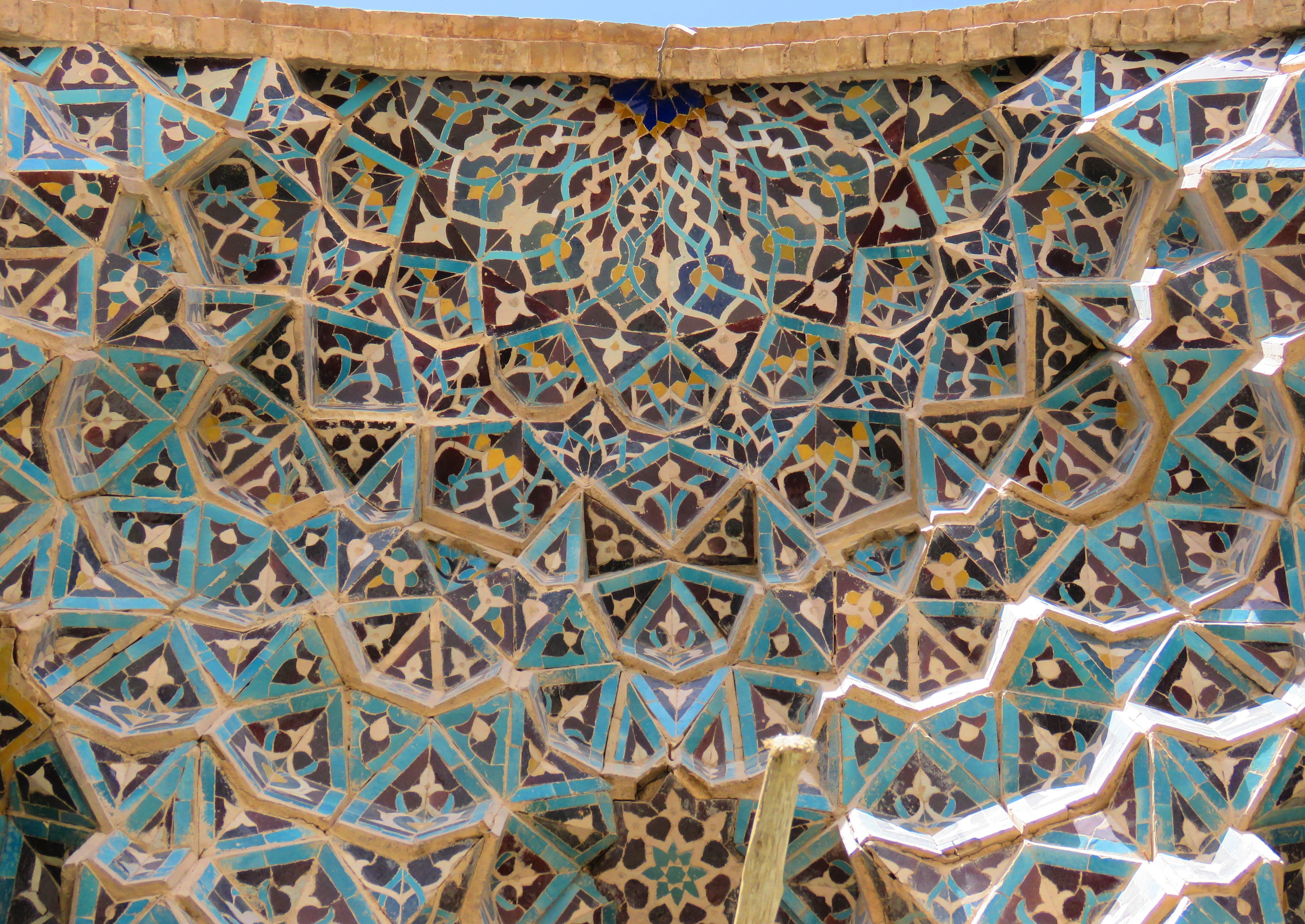
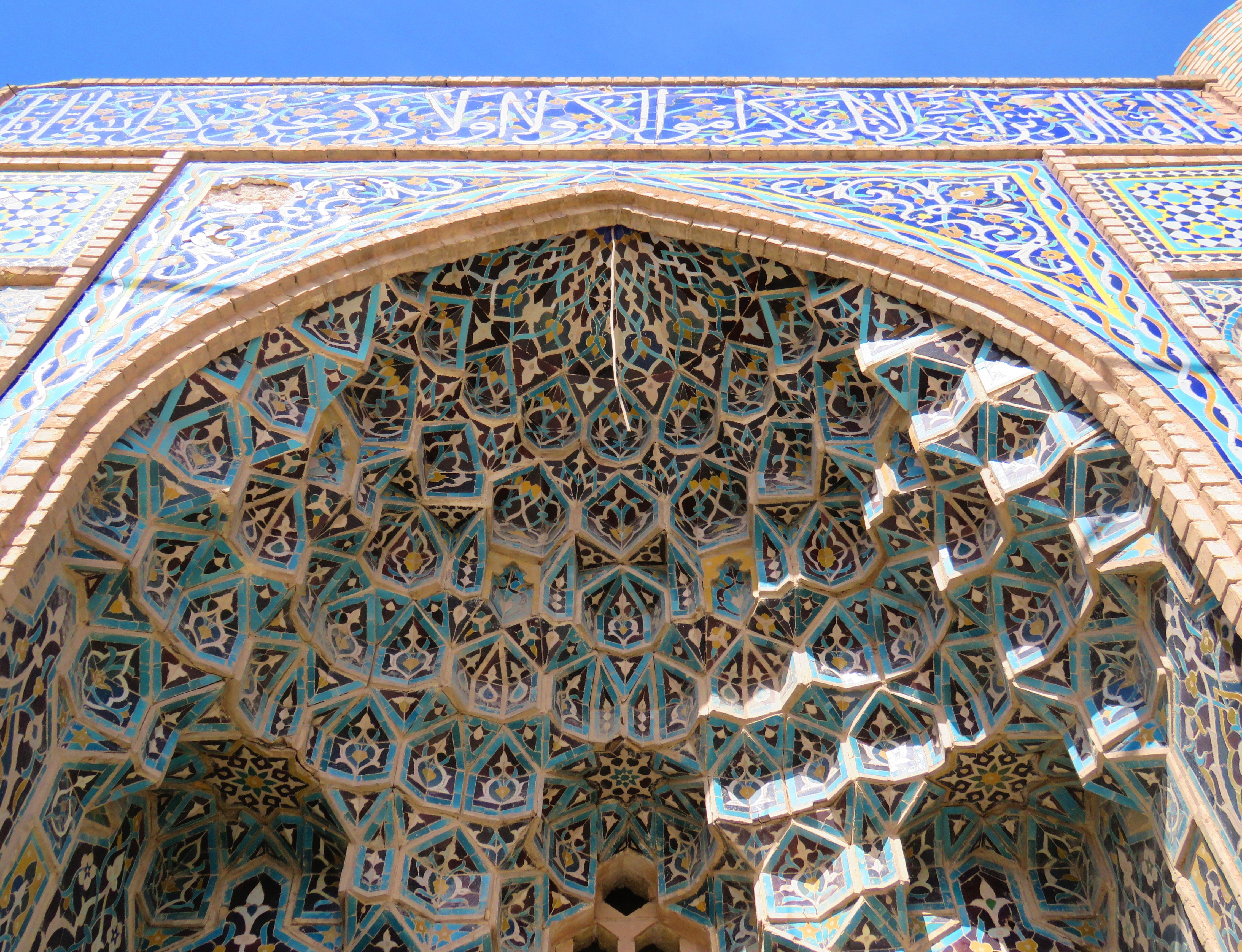
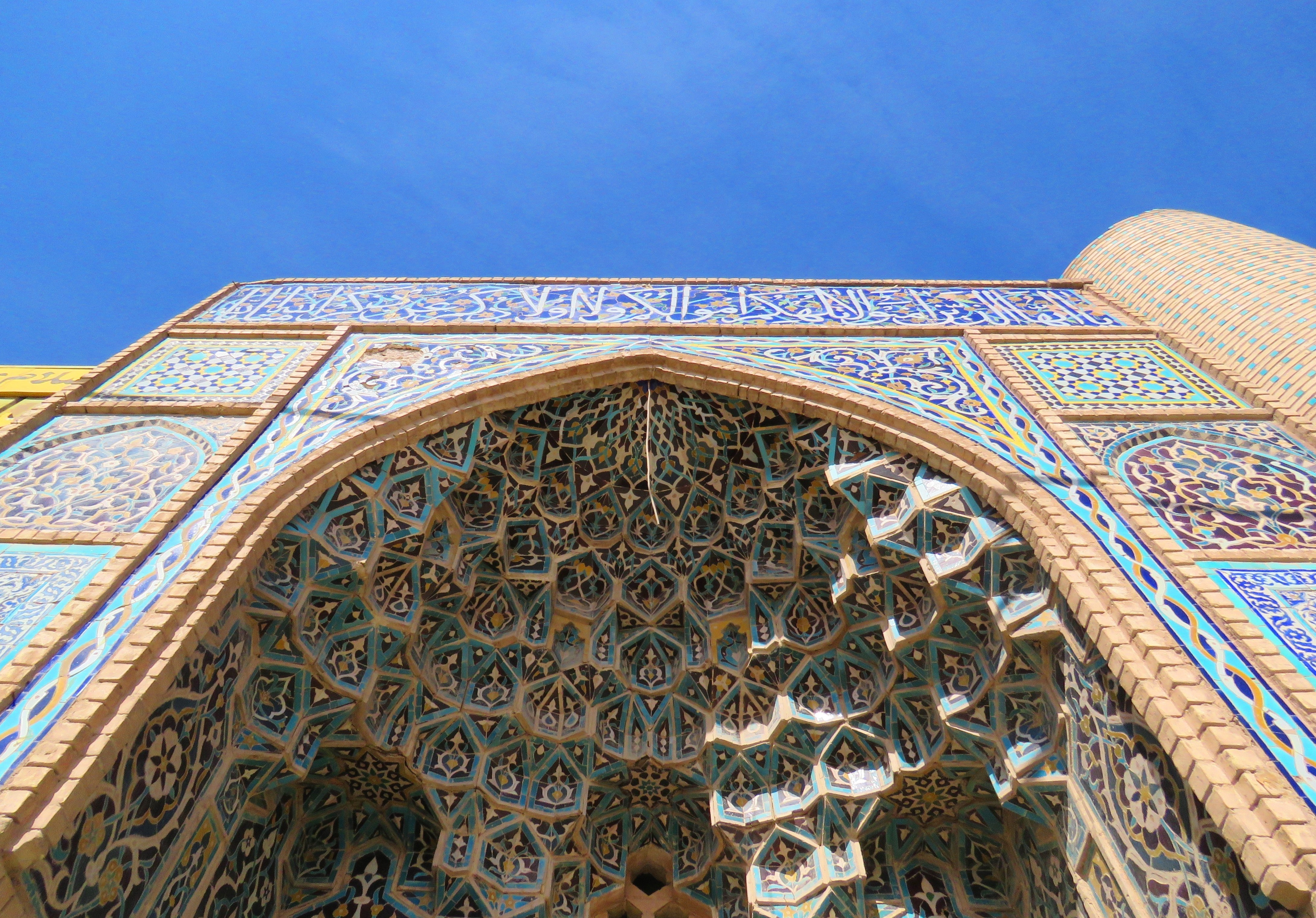